# Stopnie wojskowe w Stanach Zjednoczonych
Lista stopni wojskowych US Armed Forces przedstawiona w postaci tabelek.
W większości formacji amerykańskich stosuje się podział na stopnie żołnierzy zawodowych (ang. enlisted – szeregowi i podoficerowie), warrant officers (dosł. zasługujący na oficera; odpowiada tłumaczeniem, ale nie kodem NATO, chorążym) oraz oficerów. Do 
Sił Zbrojnych Stanów Zjednoczonych zalicza się:
- United States Army (Wojska Lądowe, Armia)
- United States Navy (Marynarka Wojenna)
- United States Air Force (Siły Powietrzne)
- United States Marine Corps (Korpus Piechoty Morskiej)
- United States Coast Guard (Straż Wybrzeża)
- United States Space Force (Siły Kosmiczne)

Wszystkie one posiadają odrębne systemy stopni.
Systemy są dużo bardziej rozbudowane niż w Wojsku Polskim, stąd dla niektórych z nich nie ma polskich odpowiedników. Podstawą do ustalania odpowiedników stopni w wojskach NATO jest kod stopni zawarty w dokumentach normalizacyjnych, a dokładnie w zestawie dokumentów STANAG 2116, które jednak przyjęto przed wejściem Polski do NATO. Aktualnie nie ma oficjalnego dokumentu precyzującego kody NATO dla polskich stopni wojskowych, jednak po tzw. reformie pragmatycznej z 1 lipca 2004, przyjęto nieformalne kody, które w praktyce są stosowane we wspólnych operacjach NATO, w których uczestniczy Wojsko Polskie.

## Stopnie wojskowe US Army

### Oficerowie
|                                                   | O-11                | O-10    | O-9                | O-8           | O-7               | O-6     | O-5                | O-4   | O-3     | O-2              | O-1               |
| ------------------------------------------------- | ------------------- | ------- | ------------------ | ------------- | ----------------- | ------- | ------------------ | ----- | ------- | ---------------- | ----------------- |
| Oznaczenia metalowe                               |                     |         |                    |               |                   |         |                    |       |         |                  |                   |
| Oznaczenia na naramiennikach                      |                     |         |                    |               |                   |         |                    |       |         |                  |                   |
| Oznaczenia na naramiennikach niebieskiego munduru |                     |         |                    |               |                   |         |                    |       |         |                  |                   |
| Nazwa stopnia                                     | General of the Army | General | Lieutenant General | Major General | Brigadier General | Colonel | Lieutenant Colonel | Major | Captain | First Lieutenant | Second Lieutenant |
| Skrót                                             | GA                  | GEN     | LTG                | MG            | BG                | COL     | LTC                | MAJ   | CPT     | 1LT              | 2LT               |
| Kod NATO                                          | OF-10               | OF-9    | OF-8               | OF-7          | OF-6              | OF-5    | OF-4               | OF-3  | OF-2    | OF-1             | OF-1              |

### Chorążowie
|                                                   | W-5                     | W-4                     | W-3                     | W-2                     | W-1               |
| ------------------------------------------------- | ----------------------- | ----------------------- | ----------------------- | ----------------------- | ----------------- |
| Oznaczenia metalowe                               |                         |                         |                         |                         |                   |
| Oznaczenia na naramiennikach niebieskiego munduru |                         |                         |                         |                         |                   |
| Nazwa stopnia                                     | Chief Warrant Officer 5 | Chief Warrant Officer 4 | Chief Warrant Officer 3 | Chief Warrant Officer 2 | Warrant Officer 1 |
| Skrót                                             | CW5                     | CW4                     | CW3                     | CW2                     | WO1               |
| Kod NATO                                          | WO-5                    | WO-4                    | WO-3                    | WO-2                    | WO-1              |

### Żołnierze zawodowi
|                        | E-9                        | E-9                    | E-9            | E-8            | E-8             | E-7                | E-6            | E-5      | E-4      | E-4        | E-3               | E-2         | E-1             |
| ---------------------- | -------------------------- | ---------------------- | -------------- | -------------- | --------------- | ------------------ | -------------- | -------- | -------- | ---------- | ----------------- | ----------- | --------------- |
| Oznaczenia na rękawach |                            |                        |                |                |                 |                    |                |          |          |            |                   |             | brak oznaczenia |
| Nazwa                  | Sergeant Major of the Army | Command Sergeant Major | Sergeant Major | First Sergeant | Master Sergeant | Sergeant 1st Class | Staff Sergeant | Sergeant | Corporal | Specialist | Private 1st Class | 2nd Private | 3rd Private     |
| Skrót                  | SMA                        | CSM                    | SGM            | 1SG            | MSG             | SFC                | SSG            | SGT      | CPL      | SPC        | PFC               | PV2         | PV1             |
| Kod NATO               | OR-9                       | OR-9                   | OR-9           | OR-8           | OR-8            | OR-7               | OR-6           | OR-5     | OR-4     | OR-4       | OR-3              | OR-02       | OR-1            |

## Stopnie wojskowe US Navy

### Oficerowie
|            | Special Grade | O-10    | O-9          | O-8          | O-7                       | O-6     | O-5       | O-4                  | O-3        | O-2                       | O-1    |
| ---------- | ------------- | ------- | ------------ | ------------ | ------------------------- | ------- | --------- | -------------------- | ---------- | ------------------------- | ------ |
| Oznaczenia |               |         |              |              |                           |         |           |                      |            |                           |        |
| Nazwa      | Fleet admiral | Admiral | Vice admiral | Rear admiral | Rear admiral (lower half) | Captain | Commander | Lieutenant commander | Lieutenant | Lieutenant (junior grade) | Ensign |
| Skrót      | FADM          | ADM     | VADM         | RADM         | RDML                      | CAPT    | CDR       | LCDR                 | LT         | LTJG                      | ENS    |
| Kod NATO   | OF-10         | OF-9    | OF-8         | OF-7         | OF-6                      | OF-5    | OF-4      | OF-3                 | OF-2       | OF-1                      | OF-1   |

### Chorążowie
|            | W-5                        | W-4                        | W-3                         | W-2                       | W-1                       |
| ---------- | -------------------------- | -------------------------- | --------------------------- | ------------------------- | ------------------------- |
| Oznaczenia |                            |                            |                             |                           |                           |
| Nazwa      | Chief warrant officer five | Chief warrant officer four | Chief warrant officer three | Chief warrant officer two | Chief warrant officer one |
| Skrót      | CWO-5                      | CWO-4                      | CWO-3                       | CWO-2                     | WO-1                      |
| Kod NATO   | WO-5                       | WO-4                       | WO-3                        | WO-2                      | WO-1                      |

### Marynarze kontraktowi
| Oznaczenia | w trakcie opracowywania                 | MCPON                                  | FMCPO                                  | FMCPO                              | E-9                        | E-9                        | E-8                                | E-8                        | E-7                 | E-7                 | E-6                       | E-6                       | E-6                       | E-6                       | E-6                       | E-6                       | E-5                        | E-5                        | E-5                        | E-5                        | E-5                        | E-5                        | E-4                       | E-4                       | E-4                       | E-4                       | E-3    | E-3    | E-2               | E-2               | E-2               | E-2               | E-2               | E-2               | brak oznaczenia | brak oznaczenia |
| Nazwa      | Senior Enlisted Advisor to the Chairman | Master Chief Petty Officer of the Navy | Fleet/force master chief petty officer | Command master chief petty officer | Master chief petty officer | Master chief petty officer | Command senior chief petty officer | Senior chief petty officer | Chief petty officer | Chief petty officer | Petty officer first class | Petty officer first class | Petty officer first class | Petty officer first class | Petty officer first class | Petty officer first class | Petty officer second class | Petty officer second class | Petty officer second class | Petty officer second class | Petty officer second class | Petty officer second class | Petty officer third class | Petty officer third class | Petty officer third class | Petty officer third class | Seaman | Seaman | Seaman apprentice | Seaman apprentice | Seaman apprentice | Seaman apprentice | Seaman apprentice | Seaman apprentice | Seaman recruit  | Seaman recruit  |
| Kod NATO   | OR-9                                    | OR-9                                   | OR-9                                   | OR-9                               | OR-9                       | OR-9                       | OR-8                               | OR-8                       | OR-7                | OR-7                | OR-6                      | OR-6                      | OR-6                      | OR-6                      | OR-6                      | OR-6                      | OR-5                       | OR-5                       | OR-5                       | OR-5                       | OR-5                       | OR-5                       | OR-4                      | OR-4                      | OR-4                      | OR-4                      | OR-3   | OR-3   | OR-2              | OR-2              | OR-2              | OR-2              | OR-2              | OR-2              | OR-1            | OR-1            |

## Stopnie wojskowe US Marines

### Oficerowie
|                              | O-10    | O-9                | O-8           | O-7               | O-6     | O-5                | O-4   | O-3     | O-2              | O-1               |
| ---------------------------- | ------- | ------------------ | ------------- | ----------------- | ------- | ------------------ | ----- | ------- | ---------------- | ----------------- |
| Oznaczenia metalowe          |         |                    |               |                   |         |                    |       |         |                  |                   |
| Oznaczenia na naramiennikach |         |                    |               |                   |         |                    |       |         |                  |                   |
| Nazwa stopnia                | General | Lieutenant General | Major General | Brigadier General | Colonel | Lieutenant Colonel | Major | Captain | First Lieutenant | Second Lieutenant |
| Skrót                        | GEN     | LTG                | MG            | BG                | COL     | LTC                | MAJ   | CPT     | 1LT              | 2LT               |
| Kod NATO                     | OF-9    | OF-8               | OF-7          | OF-6              | OF-5    | OF-4               | OF-3  | OF-2    | OF-1             | OF-1              |

### Chorążowie
|                     | W-5                     | W-4                     | W-3                     | W-2                     | W-1               |
| ------------------- | ----------------------- | ----------------------- | ----------------------- | ----------------------- | ----------------- |
| Oznaczenia metalowe |                         |                         |                         |                         |                   |
| Nazwa stopnia       | Chief Warrant Officer 5 | Chief Warrant Officer 4 | Chief Warrant Officer 3 | Chief Warrant Officer 2 | Warrant Officer 1 |
| Skrót               | CWO5                    | CWO4                    | CWO3                    | CWO2                    | WO1               |
| Kod NATO            | WO-5                    | WO-4                    | WO-3                    | WO-2                    | WO-1              |

### Żołnierze kontraktowi
|                        | E-9                                     | E-9                                | E-9            | E-9                     | E-8            | E-8             | E-7              | E-6            | E-5      | E-4      | E-3            | E-2                 | E-1             |
| ---------------------- | --------------------------------------- | ---------------------------------- | -------------- | ----------------------- | -------------- | --------------- | ---------------- | -------------- | -------- | -------- | -------------- | ------------------- | --------------- |
| Oznaczenia na rękawach |                                         |                                    |                |                         |                |                 |                  |                |          |          |                |                     | brak oznaczenia |
| Nazwa                  | Senior Enlisted Advisor to the Chairman | Sergeant Major of the Marine Corps | Sergeant Major | Master Gunnery Sergeant | First Sergeant | Master Sergeant | Gunnery Sergeant | Staff Sergeant | Sergeant | Corporal | Lance Corporal | Private First Class | Private         |
| Skrót                  | SEAC                                    | SMMC                               | SgtMaj         | MGySgt                  | 1stSgt         | MSgt            | GySgt            | SSgt           | Sgt      | Cpl      | LCpl           | PFC                 | Pvt             |
| Kod NATO               | OR-9                                    | OR-9                               | OR-9           | OR-9                    | OR-8           | OR-8            | OR-7             | OR-6           | OR-5     | OR-4     | OR-3           | OR-02               | OR-1            |

## Stopnie wojskowe US Air Force

### Oficerowie
|                              | O-11                     | O-10    | O-9                | O-8           | O-7               | O-6     | O-5                | O-4   | O-3     | O-2              | O-1               |
| ---------------------------- | ------------------------ | ------- | ------------------ | ------------- | ----------------- | ------- | ------------------ | ----- | ------- | ---------------- | ----------------- |
| Oznaczenia                   |                          |         |                    |               |                   |         |                    |       |         |                  |                   |
| Oznaczenia na naramiennikach |                          |         |                    |               |                   |         |                    |       |         |                  |                   |
| Nazwa                        | General of the Air Force | General | Lieutenant general | Major general | Brigadier general | Colonel | Lieutenant colonel | Major | Captain | First Lieutenant | Second Lieutenant |
| Skrót                        | GAF                      | Gen     | Lt Gen             | Maj Gen       | Brig Gen          | Col     | Lt Col             | Maj   | Capt    | 1st Lt           | 2d Lt             |
|                              |                          |         |                    |               |                   |         |                    |       |         |                  |                   |
| Kod NATO                     | OF-10                    | OF-9    | OF-8               | OF-7          | OF-6              | OF-5    | OF-4               | OF-3  | OF-2    | OF-1             | OF-1              |

### Żołnierze kontraktowi
|            | E-9                                    | E-9                           | E-9                   | E-9                   | E-8                    | E-8                    | E-7             | E-7             | E-6                | E-5            | E-4           | E-3                | E-2    | E-1             |
| ---------- | -------------------------------------- | ----------------------------- | --------------------- | --------------------- | ---------------------- | ---------------------- | --------------- | --------------- | ------------------ | -------------- | ------------- | ------------------ | ------ | --------------- |
| Oznaczenia |                                        |                               |                       |                       |                        |                        |                 |                 |                    |                |               |                    |        | brak oznaczenia |
| Nazwa      | Chief Master Sergeant of the Air Force | Command Chief Master Sergeant | Chief Master Sergeant | Chief Master Sergeant | Senior Master Sergeant | Senior Master Sergeant | Master Sergeant | Master Sergeant | Technical Sergeant | Staff Sergeant | Senior Airman | Airman First Class | Airman | Airman Basic    |
| Skrót      | CMSAF                                  | CCM                           | CMSgt                 | CMSgt                 | SMSgt                  | SMSgt                  | MSgt            | MSgt            | TSgt               | SSgt           | SrA           | A1C                | Amn    | AB              |
| Kod NATO   | OR-9                                   | OR-9                          | OR-9                  | OR-9                  | OR-8                   | OR-8                   | OR-7            | OR-7            | OR-6               | OR-5           | OR-4          | OR-3               | OR-2   | OR-1            |

## Stopnie wojskowe US Coast Guard

### Oficerowie
|            | O-10    | O-9          | O-8          | O-7                       | O-6     | O-5       | O-4                  | O-3        | O-2                       | O-1    |
| ---------- | ------- | ------------ | ------------ | ------------------------- | ------- | --------- | -------------------- | ---------- | ------------------------- | ------ |
| Oznaczenia |         |              |              |                           |         |           |                      |            |                           |        |
| Nazwa      | Admiral | Vice admiral | Rear admiral | Rear admiral (lower half) | Captain | Commander | Lieutenant commander | Lieutenant | Lieutenant (junior grade) | Ensign |
| Skrót      | ADM     | VADM         | RADM         | RDML                      | CAPT    | CDR       | LCDR                 | LT         | LTJG                      | ENS    |
| Kod NATO   | OF-9    | OF-8         | OF-7         | OF-6                      | OF-5    | OF-4      | OF-3                 | OF-2       | OF-1                      | OF-1   |

### Chorążowie
|            | W-4                     | W-3                     | W-2                     |
| ---------- | ----------------------- | ----------------------- | ----------------------- |
| Oznaczenia |                         |                         |                         |
| Nazwa      | Chief warrant officer 4 | Chief warrant officer 3 | Chief warrant officer 2 |
| Skrót      | CWO-4                   | CWO-3                   | CWO-2                   |
| Kod NATO   | WO-4                    | WO-3                    | WO-2                    |

### Żołnierze kontraktowi
|            | E-9                                           | E-9                                                                                    | E-9                                | E-9                        | E-8                        | E-7                 | E-6                       | E-5                        | E-4                       | E-3    | E-2               | E-1            |  |
| ---------- | --------------------------------------------- | -------------------------------------------------------------------------------------- | ---------------------------------- | -------------------------- | -------------------------- | ------------------- | ------------------------- | -------------------------- | ------------------------- | ------ | ----------------- | -------------- |  |
| Oznaczenia |                                               |                                                                                        |                                    |                            |                            |                     |                           |                            |                           |        |                   |                |  |
| Nazwa      | Master chief petty officer of the Coast Guard | Deputy master chief petty officer of the Coast Guard lub Other senior enlisted leaders | Command master chief petty officer | Master chief petty officer | Senior chief petty officer | Chief petty officer | Petty officer first class | Petty officer second class | Petty officer third class | Seaman | Seaman apprentice | Seaman recruit |  |
| Skrót      | MCPOCG                                        | DMCPOCG                                                                                | CMC                                | MCPO                       | SCPO                       | CPO                 | PO1                       | PO2                        | PO3                       | SN     | SA                | SR             |  |
|            |                                               |                                                                                        |                                    |                            |                            |                     |                           |                            |                           |        |                   |                |  |
| Kod NATO   | OR-9                                          | OR-9                                                                                   | OR-9                               | OR-9                       | OR-8                       | OR-7                | OR-6                      | OR-5                       | OR-4                      | OR-3   | OR-2              | OR-1           |  |

## Stopnie wojskowe US Space Force

### Oficerowie
|                       | O-10    | O-9                | O-8           | O-7               | O-6     | O-5                | O-4O-3 | O-2     | O-1              | O-1               | Officer candidate       |
| --------------------- | ------- | ------------------ | ------------- | ----------------- | ------- | ------------------ | ------ | ------- | ---------------- | ----------------- | ----------------------- |
| Oznaczenia            |         |                    |               |                   |         |                    |        |         |                  |                   | różne oznaczenia        |
| Service dress uniform |         |                    |               |                   |         |                    |        |         |                  |                   | różne oznaczenia        |
| Service uniform       |         |                    |               |                   |         |                    |        |         |                  |                   | różne oznaczenia        |
| Mess dress uniform    |         |                    |               |                   |         |                    |        |         |                  |                   | różne oznaczenia        |
| OCP uniform           |         |                    |               |                   |         |                    |        |         |                  |                   | różne oznaczenia        |
| Nazwa                 | General | Lieutenant general | Major general | Brigadier general | Colonel | Lieutenant colonel | Major  | Captain | First lieutenant | Second lieutenant | Cadet / Officer trainee |
| Skrót                 | Gen     | Lt Gen             | Maj Gen       | Brig Gen          | Col     | Lt Col             | Maj    | Capt    | 1st Lt           | 2d Lt             | Cdt / OT                |
| Kod NATO              | OF-9    | OF-8               | OF-7          | OF-6              | OF-5    | OF-4               | OF-3   | OF-2    | OF-1             | OF-1              | OF(D)                   |

### Żołnierze kontraktowi
|            | E-9                                     | E-9                                      | E-9                   | E-8                    | E-7             | E-6                | E-5      | E-4          | E-3          | E-2          | E-1          |
| ---------- | --------------------------------------- | ---------------------------------------- | --------------------- | ---------------------- | --------------- | ------------------ | -------- | ------------ | ------------ | ------------ | ------------ |
| Oznaczenia | w trakcie opracowywania                 |                                          |                       |                        |                 |                    |          |              |              |              |              |
| Nazwa      | Senior Enlisted Advisor to the Chairman | Chief Master Sergeant of the Space Force | Chief master sergeant | Senior master sergeant | Master sergeant | Technical sergeant | Sergeant | Specialist 4 | Specialist 3 | Specialist 2 | Specialist 1 |
| Skrót      | SEAC                                    | CMSSF                                    | CMSgt                 | SMSgt                  | MSgt            | TSgt               | Sgt      | Spc4         | Spc3         | Spc2         | Spc1         |
| Kod NATO   | OR-9                                    | OR-9                                     | OR-9                  | OR-8                   | OR-7            | OR-6               | OR-5     | OR-4         | OR-3         | OR-2         | OR-1         |